# Sudra insularis
Sudra insularis är en insektsart som beskrevs av Schmidt 1920. Sudra insularis ingår i släktet Sudra och familjen dvärgstritar. Inga underarter finns listade i Catalogue of Life.